# Associação Brasileira de Ciência Política
A Associação Brasileira de Ciência Política (ABCP) é uma entidade sem fins lucrativos, que reúne acadêmicos - pesquisadores, professores e estudantes - e profissionais da área de Ciência Política e outras correlatas no Brasil.

## História
Fundada em 1986, com sede na cidade do Rio de Janeiro, a associação atua na construção da memória da Ciência Política brasileira. Em 1996, a ABCP passou a promover congressos bienais, os chamados "Encontros", com o intuito de circular e desenvolver o conhecimento produzido na área de Ciência Política.
Desde 2007, a ABCP edita a Revista Brasileira de Ciência Política, a publicação científica mais importante da área no Brasil. A revista tem formato eletrônico e está disponível na plataforma SciELO.
A partir de 2009, passou também a auxiliar e contribuir diretamente com a organização do Fórum Brasileiro de Pós-Graduação em Ciência Política, uma iniciativa autônoma dos estudantes da área para aumentar o escopo dos debates a nível de pós-graduação. Em 2017 a ABCP iniciou um processo de regionalização ao articular a criação de diretorias regionais eleitas por voto direto.
Desde sua fundação a ABCP tem estimulado parte significativa do debate sobre opinião pública e comportamento político no país. Segundo Leite & Codato, a ABCP tem contribuído para a rápida reorganização e autonomização da disciplina de Ciência Política no Brasil ocorrida nas últimas décadas, sendo uma "entidade legítima e representativa dos cientistas políticos nacionais". Seu primeiro congresso, realizado em 1996, representou "um momento decisivo para o estabelecimento da Ciência Política brasileira". Seus congressos são eventos de referência no campo das Ciências Sociais, e segundo Figueiredo et al. sua atividade "consolidou o ensino e pesquisa em Ciência Política e Relações Internacionais como uma preocupação recorrente dos pesquisadores brasileiros".

## Direção
A direção da ABCP teve as seguintes pessoas pesquisadoras como presidentes:
| Mandato   | Presidente                        | UF de origem   | Doutorado                                                           | Afiliação universitária |
| --------- | --------------------------------- | -------------- | ------------------------------------------------------------------- | ----------------------- |
| 1986-1996 | Olavo Brasil de Lima Júnior       | Minas Gerais   | Ciência política (University of Michigan) Estados Unidos            | UFMG                    |
| 1996-2000 | Lourdes Sola                      | São Paulo      | Ciência política (University of Oxford) Reino Unido                 | USP                     |
| 2000-2004 | Gláucio Ary Dillon Soares         | Rio de Janeiro | Sociologia (Washington University in St. Louis) Estados Unidos      | IUPERJ                  |
| 2004-2008 | Maria Hermínia Tavares de Almeida | São Paulo      | Ciência política (USP) Brasil                                       | FFLCH-USP               |
| 2008-2012 | Fabiano Guilherme Santos          | Rio de Janeiro | Ciência política (IUPERJ) Brasil                                    | IUPERJ                  |
| 2012-2016 | Leonardo Avritzer                 | Minas Gerais   | Sociologia política (New School for Social Research) Estados Unidos | UFMG                    |
| 2016-2018 | Renato Perissinotto               | São Paulo      | Ciências sociais (UNICAMP) Brasil                                   | UFPR                    |
| 2018-2020 | Flávia Biroli                     | São Paulo      | História (UNICAMP) Brasil                                           | UnB                     |
| 2020-2022 | Luciana Veiga                     | Rio de Janeiro | Ciência política (IUPERJ) Brasil                                    | UNIRIO                  |
| 2022-2024 | Vanessa Elias de Oliveira         | São Paulo      | Ciência política (USP) Brasil                                       | UFABC                   |

## Prêmios

### Prêmio Victor Nunes Leal
Dentre as diversas honrarias atribuídas pela ABCP, a mais prestigiosa é o Prêmio Victor Nunes Leal de melhor livro em Ciência Política, cujo ganhador é selecionado a partir de julgamento feito por comissão instituída especialmente para este fim, por indicação da Diretoria da ABCP, a cada encontro da Associação.
| Ano  | Recipiente                     | UF                         | Obra                                                                                         | Afiliação                 |
| ---- | ------------------------------ | -------------------------- | -------------------------------------------------------------------------------------------- | ------------------------- |
| 2006 | Wanderley Guilherme dos Santos | Rio de Janeiro             | Horizonte do desejo: instabilidade, fracasso social e inércia social                         | Professor emérito, IUPERJ |
| 2008 | Matthew M. Taylor              | São Paulo · Estados Unidos | Judging Policy: Courts and Policy Reform in Democratic Brazil                                | Professor, USP            |
| 2012 | Octavio Amorim Neto            | Rio de Janeiro             | De Dutra à Lula: a condução e os determinantes da política externa brasileira                | Professor, FGV            |
| 2014 | Conrado M. Hübner              | São Paulo                  | Constitutional courts and deliberative democracy                                             | Professor, USP            |
| 2018 | Luís Felipe da Graça           | Santa Catarina             | Governo do Estado e Assembleia Legislativa: entre a submissão e os limites da independência. | Professor, UFSC           |
| 2020 | Leonardo Avritzer              | Minas Gerais               | O Pêndulo da Democracia                                                                      | Professor titular, UFMG   |
| 2022 | Renato Perissinotto            | Paraná                     | Ideas, burocracia e industrialización en Argentina y Brasil                                  | Professor, UFPR           |

### Prêmio Olavo Brasil de Lima Júnior
O prêmio Olavo Brasil de Lima Júnior contempla os melhores artigos em ciência política publicados em algum periódico QUALIS/CAPES. O julgamento é feito por comissão instituída especialmente para este fim, por indicação da Diretoria da ABCP, e elege o melhor trabalho a partir dos critérios de: rigor científico: precisão conceitual e metodológica (envolvendo elaboração teórica/analítica e solidez dos argumentos e resultados apresentados); clareza e objetividade do conteúdo, indicando de que modo o estudo se situa no tema/debate proposto; originalidade das estratégias adotadas para a pesquisa e dos resultados apresentados e o impacto para os estudos da área de Ciência Política no Brasil.
| Ano  | Recipiente                  | UF                      | Obra | Afiliação                  |
| ---- | --------------------------- | ----------------------- | --- | -------------------------- |
| 2006 | Fernando Limongi            | São Paulo               | Processo Orçamentário e Comportamento Legislativo: Emendas Individuais, Apoio ao Executivo e Programas de Governo?     | Professor titular, USP     |
| 2006 | Argelina Cheibub Figueiredo | Rio de Janeiro          | Processo Orçamentário e Comportamento Legislativo: Emendas Individuais, Apoio ao Executivo e Programas de Governo?     | Professora titular, IUPERJ |
| 2008 | Rogerio Bastos Arantes      | São Paulo               | Constituição, governo e democracia no Brasil                                                                           | Professor, USP             |
| 2008 | Cláudio Gonçalves Couto     | São Paulo               | Constituição, governo e democracia no Brasil                                                                           | Professor, EAESP           |
| 2012 | Octavio Amorim Neto         | Rio de Janeiro          | Portugal’s Semi-Presidentialism (Re)Considered: An Assessment of the President’s Role in the Policy Process, 1976-2006 | Professor, EBAPE           |
| 2012 | Marina Costa Lobo           | Portugal                | Portugal’s Semi-Presidentialism (Re)Considered: An Assessment of the President’s Role in the Policy Process, 1976-2006 | Professora, ULisboa        |
| 2012 | Álvaro de Vita              | São Paulo               | Liberalismo, Justiça Social e responsabilidade individual                                                              | Professor, USP             |
| 2014 | Pedro Floriano Ribeiro      | São Paulo               | An Amphibian Party? Organisational Change and Adaptation in the Brazilian Workers’ Party, 1980-2012                    | Professor, USP             |
| 2018 | Carlos R. S. Milani         | Rio de Janeiro          | Brazil’s foreign policy and the ‘graduation dilemma                                                                    | Professor, IESP            |
| 2018 | Maria R. S. de Lima         | Rio de Janeiro          | Brazil’s foreign policy and the ‘graduation dilemma                                                                    | Professora, IESP           |
| 2018 | Letícia Pinheiro            | Rio de Janeiro          | Brazil’s foreign policy and the ‘graduation dilemma                                                                    | Professora, IESP           |
| 2020 | Nara Pavão                  | Pernambuco              | Corruption as the Only Option: The Limits to Electoral Accountability                                                  | Professora, UFPE           |
| 2022 | Euzeneia Carlos             | Espírito Santo (estado) | Movimentos Sociais e Políticas Públicas: Consequências na Política Nacional de Direitos Humanos                        | Professora, UFES           |